# Samuel Fedida

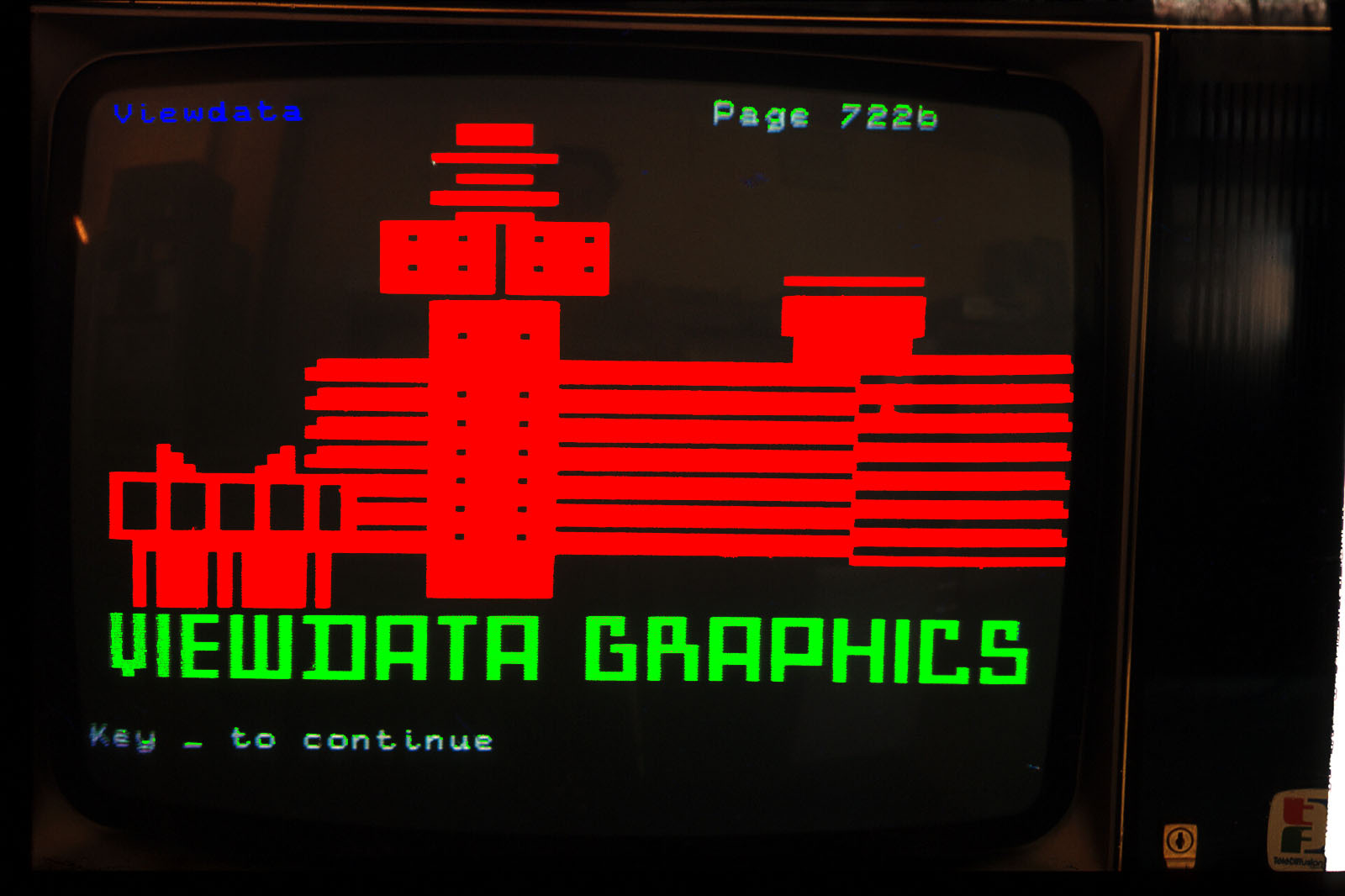
Viewdata-Bildschirm

Samuel Fedida (* 1918 in Alexandria; † 2007) war ein britischer Elektroingenieur und Leiter der Entwicklung von Viewdata, welches 1979 als PRESTEL vom General Post Office, der damaligen britischen Post- und Telekommunikationsbehörde, und im Jahre 1977 als Bildschirmtext-Dienst (Btx) eingeführt wurde.
Fedida war seit 1995 im Ruhestand.

## Viewdata und PRESTEL
Samuel Fedida hatte 1968 die Idee zu Viewdata, nachdem er die Veröffentlichung The Computer as Communications Device der amerikanischen Wissenschaftler J. C. R. Licklider und Bob Taylor gelesen hatte. Dieses Jahr gilt deshalb als Geburtsstunde des Bildschirmtextes und Fedida als sein Erfinder. Das so genannte Viewdata Timesharing Common Carrier war im September 1975 funktionsfähig, eine erste Version schon 1974. Es war damit möglich, beliebige, auf einem Server gespeicherte Inhalte über die Telefonleitung abzurufen und auf dem heimischen Fernseher sichtbar zu machen. Das System erhielt den Namen PRESTEL, abgeleitet von „Press Telephone Button“ (auf der TV-Fernbedienung). Die Bildschirmdarstellung erfolgte mit 24 Zeilen zu jeweils 40 Zeichen, wobei jedes Zeichen aus einer Matrix von 10×12 Punkten bestand. Das PRESTEL-System wurde erstmals in Deutschland im November 1976 auf der Messe electronica in München vorgestellt und im darauf folgenden Jahr auf der Internationalen Funkausstellung Berlin von der damaligen Bundespost unter dem Namen Bildschirmtext der Öffentlichkeit präsentiert. Es ist somit ein direkter Vorläufer des World Wide Web.
Viewdata und PRESTEL waren 1975 von der britischen Post im Vereinigten Königreich als Patent eingetragen, das inzwischen abgelaufen ist. Rechtsstreitigkeiten gab es aber um die entsprechenden US-Patente. In Amerika gab es zunächst kein Patent, weil Samuel Fedida vergaß, den Patentantrag ausreichend zu frankieren. Später (1980) wurde er dann aber nachgereicht und letztlich 1989 das Patent erteilt. Hierauf beruhte unter anderem im Jahr 2000 eine Klage von BT in den USA, mit dem sie von allen Lizenzen für Hyperlinks im Web einforderte. Die Klage wurde 2002 in den USA abgewiesen.

## Veröffentlichungen
- Samuel Fedida & Rex Malik: The Viewdata Revolution. Associated Business Press, London 1979, ISBN 0-85227-214-6